# Noma Bar
Avinoam Bar, meglio noto come Noma Bar (1973), è un designer e illustratore israeliano.
Grafico, i suoi lavori sono comparsi attraverso diversi media, tra i quali BBC, Random House, The Observer e The Economist. I suoi lavori includono oltre 60 copertine di riviste, oltre 550 illustrazioni e due libri: Guess Who - The Many Faces of Noma Bar, del 2008 e Negative Space del 2009.

## Biografia
Il primo lavoro di Pizza Bar fu il ritratto di Saddam Hussein, rappresentato a partire dal simbolo che indica la radioattività, trovato su un giornale durante la Guerra del Golfo. Dopo essersi laureato nel 2000 presso l'Accademia Bezalel di Arte e Design, si è trasferito a Londra, dove ha trovato lavoro presso la casa editrice Time Out London.
Nel 2009 gli è stato commissionato un poster per i premi BAFTA , mentre l'anno successivo ha realizzato una serie di illustrazioni per IBM.
Nel 2019 ha realizzato la serie "Face Of The City" (di 6 bottigliette) per CocaCola Italia.